# کارلاتسو
کارلاتسو (به ایتالیایی: Carlazzo) یک کومونه در ایتالیا است که در استان کومو واقع شده‌است.

## خصوصیات
کارلاتسو ۱۲٫۷ کیلومترمربع مساحت و ۲٬۸۳۸ نفر جمعیت دارد.